# Municipio de Butler (Nebraska)
El municipio de Butler (en inglés: Butler Township) es un municipio ubicado en el condado de Platte en el estado estadounidense de Nebraska. En el año 2010 tenía una población de 604 habitantes y una densidad poblacional de 6,94 personas por km².

## Geografía
El municipio de Butler se encuentra ubicado en las coordenadas 41°23′11″N 97°30′59″O / 41.38639, -97.51639. Según la Oficina del Censo de los Estados Unidos, el municipio tiene una superficie total de 86.98 km², de la cual 78,17 km² corresponden a tierra firme y (10,13 %) 8,81 km² es agua.

## Demografía
Según el censo de 2010, había 604 personas residiendo en el municipio de Butler. La densidad de población era de 6,94 hab./km². De los 604 habitantes, el municipio de Butler estaba compuesto por el 98,34 % blancos, el 0,17 % eran amerindios, el 0,5 % eran asiáticos y el 0,99 % eran de una mezcla de razas. Del total de la población el 0,83 % eran hispanos o latinos de cualquier raza.